# Stütgerloch
Stütgerloch is een plaats in de Duitse gemeente Langerwehe, deelstaat Noordrijn-Westfalen, en telt 472 inwoners (2007).